# Marko Milič
Marko Milič, né le 7 mai 1977 à Kranj, est un joueur slovène de basket-ball.

## Clubs successifs
- 1991-1994:  Triglav
- 1994-1996:  Smelt Olimpija Ljubljana
- 1996-1997:  Olimpija Ljubljana
- 1997-1998:  Suns de Phoenix
- 1998-1999:  Fenerbahçe Ülkerspor
- 1999:  Suns de Phoenix
- 1999-2000:  Union Olimpija
- 2000-2001:  Real Madrid
- 2001-2002:  Skipper Bologna
- 2002-2003:  Euro Roseto
- 2003-2005:  Scavolini Pesaro
- 2005-2006:  VidiVici Bologne
- 2006-2007:  Union Olimpija
- 2007:  Real Madrid
- 2007-2009:  Union Olimpija
- 2009:  Entente orléanaise Loiret
- 2009-2012:  Gruppo Triboldi Basket
- 2012-2013:  Mahram Téhéran

## Palmarès

### Club
compétitions nationales 
- Champion de Slovénie 1996
- Vainqueur de la Coupe de Slovénie 2000

## Distinction personnelle
- Vainqueur du concours de dunk du All Star slovène en 1994 et 1995